# Jan van Breda Kolff
Jan Michael van Breda Kolff (Palos Verdes, California, 16 de diciembre de 1951) es un exjugador y entrenador de baloncesto estadounidense que jugó siete temporadas en la NBA, dos más en la  ABA y otras dos en la liga italiana. Con 2,00 metros de estatura, lo hacía en la posición de alero. Es hijo del que fue entrenador de la NBA en los años 70, Butch van Breda Kolff.

## Trayectoria deportiva

### Universidad
Jugó durante cuatro temporadas con los Commodores de la Universidad Vanderbilt, en las que promedió 9,2 puntos y 7,0 rebotes por partido. En su última temporada fue elegido Jugador del Año de la Southeastern Conference tras liderar la conferencia en asistencias, con 5,0 por partido, y ser segundo en rebotes, con 9,7, a los que añadió 10,9 puntos por partido. LLevó a los Commodores a la segunda ronda del Torneo de la NCAA en 1974, y todavía conserva los récords de su universidad en asistencias en una temporada y en una carrera.

### Profesional
Fue elegido en la vigésima posición del Draft de la NBA de 1974 por Portland Trail Blazers, y también por los Virginia Squires en la primera ronda del Draft de la ABA, eligiendo esta última opción. Pero los Squires lo traspasaron automáticamente a Denver Nuggets, donde en su única temporada, actuando como suplente, promedió 5,8 puntos y 4,3 rebotes por partido. Al año siguiente volvería a los Squires, tras ser traspasado, junto con Mack Calvin y Mike Green a cambio de George Irvine y los derechos sobre David Thompson.
Pero en Virginia solo jugaría media temporada, eso sí, como titular, promediando 9,9 puntos y 6,5 rebotes por partido, hasta que fue traspasado a Kentucky Colonels junto con Johnny Neumann a cambio de Marv Roberts. Al término de la temporada, la franquicia y la liga desapareceron, estableciéndose un Draft de dispersión, yendo a parar a los New York Nets por 60.000 dólares. Su primera temporada en los Nets, que al año siguiente se trasladarían a Nueva Jersey, fue la mejor de toda su carrera, promediando 10,2 puntos y 6,4 rebotes por partido, y acabando entre  los 10 mejores lanzadores de la liga de tiros libres, con un porcentaje del 85,5%.
Jugó con los Nets hasta el final de la temporada 1982-83, tras la que fue despedido. Decidió prolongar su carrera profesional aceptando una oferta del Granarolo Bologna de la liga italiana, donde jugó dos temporadas, en las que promedió 14,4 puntos y 5,0 rebotes por partido, ganando el título de campeón en 1984.

### Entrenador
Tras dejar atrás su etapa de jugador, comenzó su carrera de entrenador en la Universidad de Princeton, donde fue asistente entre 1986 y 1991. al año siguiente firmó como entrenador principal de la Universidad Cornell, donde estuvo dos temporadas, en la segunda de ellas llevando al equipo a un balance de 16 victorias y 10 derrotas, incluido un 10-4 en la Ivy League. Posteriormente regresaría a su alma mater, la Universidad de Vanderbilt, donde en seis temporadas llevó al equipo en cuatro ocasiones al Torneo de la NCAA, con un balance de 104 victorias y 81 derrotas.
De ahí pasó a la Universidad de Pepperdine, donde cosechó sus mejores temporadas como entrenador, consiguiendo un balance de 47 victorias por tan solo 18 derrotas, siendo elegido Entrenador del Año de la West Coast Conference en 2000. Entre 2001 y 2003 entenó a la Universidad de St. Bonaventure, jugando el National Invitation Tournament en su primera temporada. Posteriormente fue asistente en los New Orleans Hornets de la NBA durante la temporada 2003-04, y su última aparición el los banquillos fue en el de los Nashville Broncs de la ABA 2000.

## Estadísticas de su carrera en la NBA

### Temporada regular
| Temp.   | Edad | Equipo     | Liga  | P   | TIT | MIN  | TC  | TCA | %TC  | 3P  | 3PA | %3P  | TL  | TLA | %TL  | R.OF. | R.DEF. | REB | ASIS | ROB | TAP | PER | FP  | PTS  |
| 1974-75 | 23   | Denver     | ABA   | 84  |     | 19.5 | 1.8 | 4.1 | .453 | 0.0 | 0.0 | .000 | 2.1 | 2.5 | .839 | 1.4   | 2.8    | 4.3 | 2.2  | 0.6 | 0.5 | 1.5 | 2.0 | 5.8  |
| 1975-76 | 24   | TOTAL      | ABA   | 80  |     | 24.7 | 2.8 | 6.1 | .457 | 0.0 | 0.1 | .333 | 2.1 | 2.5 | .833 | 1.8   | 3.7    | 5.5 | 2.3  | 0.8 | 1.2 | 1.8 | 2.1 | 7.7  |
| 1975-76 | 24   | Virginia   | ABA   | 37  |     | 30.2 | 3.5 | 8.0 | .432 | 0.0 | 0.1 | .250 | 2.9 | 3.5 | .838 | 2.2   | 4.3    | 6.5 | 2.7  | 1.0 | 1.5 | 2.2 | 2.1 | 9.9  |
| 1975-76 | 24   | Kentucky   | ABA   | 43  |     | 20.0 | 2.2 | 4.5 | .495 | 0.0 | 0.0 | .500 | 1.3 | 1.6 | .824 | 1.5   | 3.1    | 4.5 | 1.9  | 0.7 | 1.0 | 1.5 | 2.0 | 5.7  |
| 1976-77 | 25   | New Jersey | NBA   | 72  |     | 33.3 | 3.8 | 8.5 | .445 |     |     |      | 2.7 | 3.2 | .855 | 2.2   | 4.2    | 6.4 | 1.6  | 1.0 | 0.9 |     | 2.8 | 10.2 |
| 1977-78 | 26   | New Jersey | NBA   | 68  |     | 20.9 | 1.6 | 4.3 | .366 |     |     |      | 1.3 | 1.8 | .707 | 1.0   | 2.6    | 3.6 | 1.5  | 0.8 | 0.7 | 1.1 | 2.8 | 4.4  |
| 1978-79 | 27   | New Jersey | NBA   | 80  |     | 25.0 | 2.5 | 5.3 | .463 |     |     |      | 1.8 | 2.3 | .798 | 1.4   | 3.4    | 4.8 | 2.3  | 1.1 | 0.9 | 1.7 | 2.9 | 6.7  |
| 1979-80 | 28   | New Jersey | NBA   | 82  |     | 29.3 | 2.6 | 5.6 | .463 | 0.1 | 0.2 | .350 | 1.6 | 1.9 | .839 | 1.3   | 4.0    | 5.2 | 3.0  | 1.2 | 0.9 | 1.9 | 3.7 | 6.8  |
| 1980-81 | 29   | New Jersey | NBA   | 78  |     | 18.3 | 1.3 | 3.1 | .408 | 0.0 | 0.1 | .250 | 1.3 | 1.5 | .838 | 0.6   | 2.0    | 2.6 | 1.7  | 0.5 | 0.6 | 1.4 | 2.7 | 3.8  |
| 1981-82 | 30   | New Jersey | NBA   | 41  | 0   | 11.0 | 1.0 | 2.0 | .500 | 0.0 | 0.0 | .000 | 1.5 | 1.9 | .816 | 0.4   | 0.8    | 1.2 | 0.8  | 0.3 | 0.3 | 0.7 | 1.5 | 3.5  |
| 1982-83 | 31   | New Jersey | NBA   | 13  | 0   | 4.8  | 0.4 | 1.1 | .357 | 0.0 | 0.0 |      | 0.4 | 0.5 | .833 | 0.2   | 0.8    | 1.0 | 0.4  | 0.2 | 0.2 | 0.2 | 0.7 | 1.2  |
| Total   |      |            | TOTAL | 598 | 0   | 23.0 | 2.2 | 4.9 | .444 | 0.0 | 0.1 | .282 | 1.8 | 2.2 | .821 | 1.3   | 3.0    | 4.3 | 2.0  | 0.8 | 0.8 | 1.5 | 2.6 | 6.2  |
|         |      |            | NBA   | 434 | 0   | 23.4 | 2.1 | 4.9 | .439 | 0.0 | 0.1 | .300 | 1.7 | 2.0 | .814 | 1.2   | 2.9    | 4.1 | 1.9  | 0.8 | 0.8 | 1.4 | 2.8 | 6.0  |
|         |      |            | ABA   | 164 |     | 22.1 | 2.3 | 5.1 | .455 | 0.0 | 0.1 | .222 | 2.1 | 2.5 | .836 | 1.6   | 3.2    | 4.8 | 2.2  | 0.7 | 0.8 | 1.6 | 2.0 | 6.7  |

### Playoffs
| Temp. | Edad | Equipo     | Liga  | P  | MIN | TCA | TC  | 3PA | 3P | TLA | TL | R.OF. | REB | ASIS | ROB | TAP | PER | FP | PTS | %TC  | %3P | %FT  | MIN  | PTS  | REB  | AST |
| 1975  | 23   | Denver     | ABA   | 12 | 192 | 17  | 40  | 0   | 0  | 29  | 31 | 18    | 40  | 15   | 4   | 6   | 14  | 27 | 63  | .425 |     | .935 | 16.0 | 5.3  | 3.3  | 1.3 |
| 1976  | 24   | Kentucky   | ABA   | 10 | 186 | 21  | 40  | 0   | 0  | 11  | 14 | 17    | 36  | 16   | 6   | 5   | 11  | 12 | 53  | .525 |     | .786 | 18.6 | 5.3  | 3.6  | 1.6 |
| 1979  | 27   | New Jersey | NBA   | 2  | 81  | 8   | 20  |     |    | 5   | 6  | 11    | 20  | 7    | 0   | 3   | 5   | 9  | 21  | .400 |     | .833 | 40.5 | 10.5 | 10.0 | 3.5 |
| 1982  | 30   | New Jersey | NBA   | 2  | 16  | 0   | 1   | 0   | 0  | 0   | 0  | 0     | 3   | 0    | 2   | 1   | 1   | 0  | 0   | .000 |     |      | 8.0  | 0.0  | 1.5  | 0.0 |
| Total |      |            | TOTAL | 26 | 475 | 46  | 101 | 0   | 0  | 45  | 51 | 46    | 99  | 38   | 12  | 15  | 31  | 48 | 137 | .455 |     | .882 | 18.3 | 5.3  | 3.8  | 1.5 |
|       |      |            | ABA   | 22 | 378 | 38  | 80  | 0   | 0  | 40  | 45 | 35    | 76  | 31   | 10  | 11  | 25  | 39 | 116 | .475 |     | .889 | 17.2 | 5.3  | 3.5  | 1.4 |
|       |      |            | NBA   | 4  | 97  | 8   | 21  | 0   | 0  | 5   | 6  | 11    | 23  | 7    | 2   | 4   | 6   | 9  | 21  | .381 |     | .833 | 24.3 | 5.3  | 5.8  | 1.8 |